# Konstantin Sokolenko
Konstantin Ivanovich Sokolenko (russe : Константин Иванович Соколенко), né le 9 novembre 1987, à Ridder, en Union soviétique, est un coureur kazakh du combiné nordique et également sauteur à ski.

## Carrière
Sokolenko est le combiné le plus qualifié du Kazakhstan. La meilleure performance de Sokolenko a été la 28e place du Grand Prix d'été à Kandersteg, en Suisse. Il a participé aux Championnats du monde à Sapporo en 2007 et a pris la 42e place de la compétition de sprint, un résultat d'autant plus remarquable que Sokolenko avait fait une mauvaise chute un jour plus tôt.
Sokolenko a également pris une 48e place au Gundersen (15 km) et a obtenu une dixième place dans la compétition par équipes avec les autres coureurs de l'équipe du Kazakhstan, Serguey Sharabaiev, Anton Kankenov et Alexandre Gurin, également victime d'une grave chute à Sapporo.
Sokolenko a participé à la Coupe continentale de combiné nordique durant la saison 2008-2009 et a, à deux reprises, obtenu une 16e place, soit sa meilleure performance cet hiver-là,.
À l'été 2010, Sokolenko a renoncé à sa carrière de combiné nordique pour devenir sauteur à ski. Ses premiers résultats ont été une quatrième place en Fis Cup et une treizième place en Coupe continentale. Il prend part à son unique championnat du monde en saut à ski en 2013, où il est douzième par équipes. Il compte quatre départs en Coupe du monde dont le premier date de novembre 2014 à Kligenthal.
Il prend sa retraite sportive en 2018.

## Informations personnelles
Sokolenko fait partie du club ZSKA Almaty. Il vit à Almaty, au Kazakhstan.